# Domherrenhof
 (septembre 2024).
Le Domherrenhof est un palais urbain de Graz situé dans le quartier Innere Stadt. A proximité se trouvent la cathédrale de Graz, le mausolée, le séminaire de Graz et le château de Graz.

## Histoire
La Domherrenhof a été fondée en 1576 à l'instigation de l'archiduc Charles II. Le collège des Jésuites reprit la direction du collège et accepta les étudiants. En 1595, l'archiduc Ferdinand acquiert une maison  et adapte les pièces pour le Konvikt. Un incendie en 1627 détruisit une grande partie de la maison, dans laquelle vivaient alors 127 élèves. Le bâtiment fut agrandi un an plus tard, jusqu'à ce que Franz Schmelter de Regen entreprenne une rénovation complète en 1762. Il fit agrandir l'ancienne petite chapelle de la maison en un bâtiment sacré à deux étages. La décoration du portail principal de 1763 vient de l'artiste du Tyrol du Sud Veit Königer et la baroquisation de la cour canoniale peut être attribuée à l'architecte Joseph Hueber.
Regens Schmelter voulait créer un Theresianum pour les étudiants nobles. Les salles décorées de fresques qui servaient aux événements de danse et d'escrime sont les témoins de cette époque. L'impératrice Marie-Thérèse approuva la désignation de l'école comme Kollegium Nobilium en 1773. Deux ans plus tard, l'ordre des Jésuites de Graz fut aboli et le Konvikt fut transféré avec les deux autres fondations jésuites, Ferdinandeum et Josephum, dans l'ancien bâtiment du collège jésuite en face, qui abrite actuellement le séminaire. Le bâtiment inutilisé était désormais utilisé à des fins militaires jusqu'à ce que le commandement général déménage au Palais Kees sur le Glacis de Graz. En 1878, le chapitre de la cathédrale de Seckau acquiert le bâtiment et l'adapte aux appartements des chanoines. La chapelle a pu reprendre sa vocation de lieu religieux. Le propriétaire actuel (depuis les années 2010) du palais municipal est le diocèse de Graz-Seckau.

## Architecture
Le Domherrenhof se compose de quatre étages et est situé à l'angle sud-ouest du parvis du mausolée, en face de la cathédrale de Graz. La façade avec le magnifique portail baroque se trouve dans la Bürgergasse.
La cour intérieure carrée du palais de la ville est accessible par une entrée pavée et voûtée. Sur le côté sud, Hercule se dresse dans une niche-fontaine en grès, terrassant l'hydre de Lerne. La représentation est une allégorie sur la lutte contre l'hérésie et vient de Veit Königer. Dans la chapelle, dédiée à Sainte Barbe, se trouvent des décorations en stuc de Heinrich Formentini et des fresques du peintre de théâtre viennois Johann Caspar Fibich (vers 1770). Veit Königer a également réalisé le tabernacle en marbre avec un relief de Sainte Barbe (1762/64).

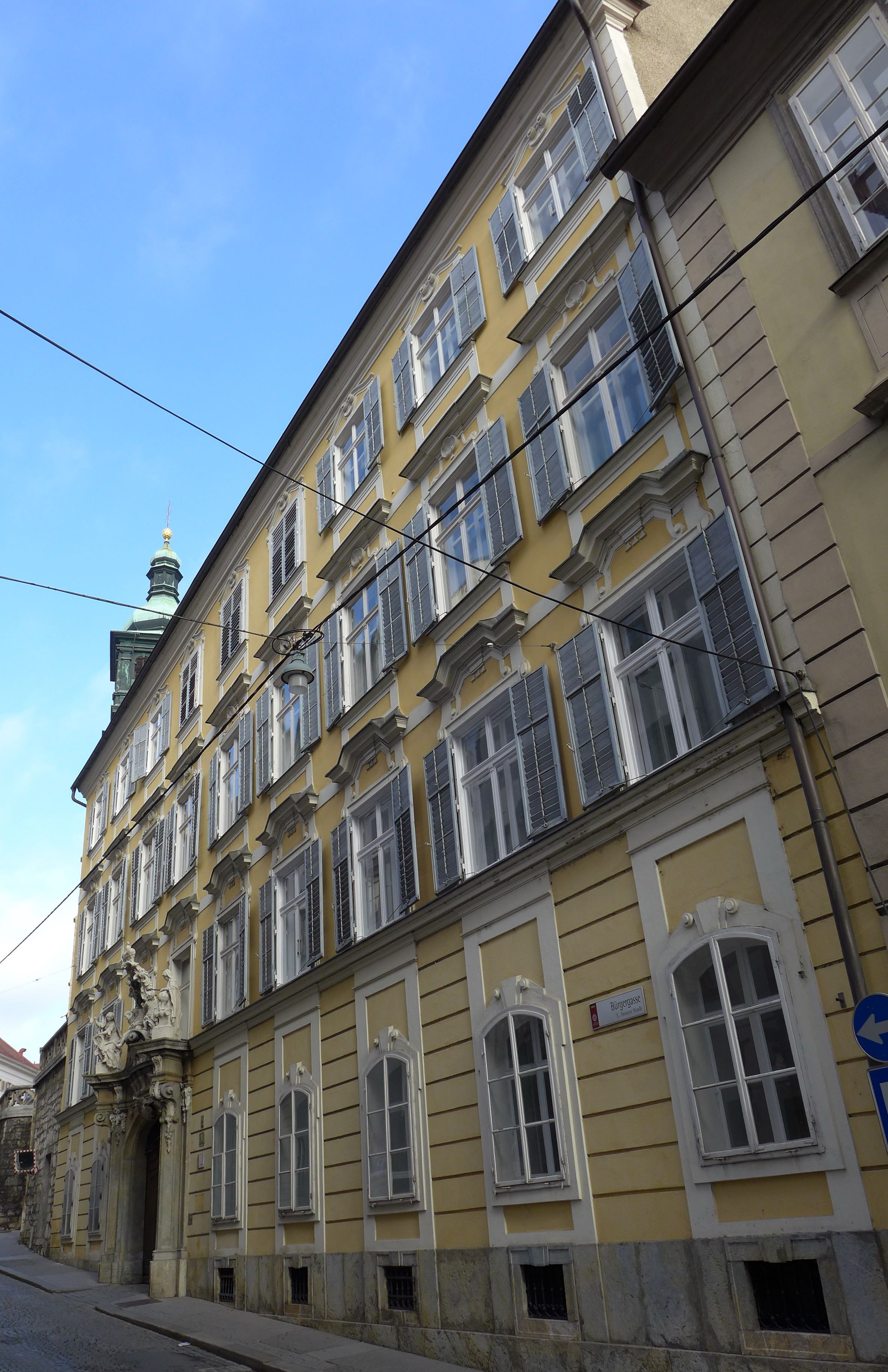
Domherrenhof de Graz, façade.
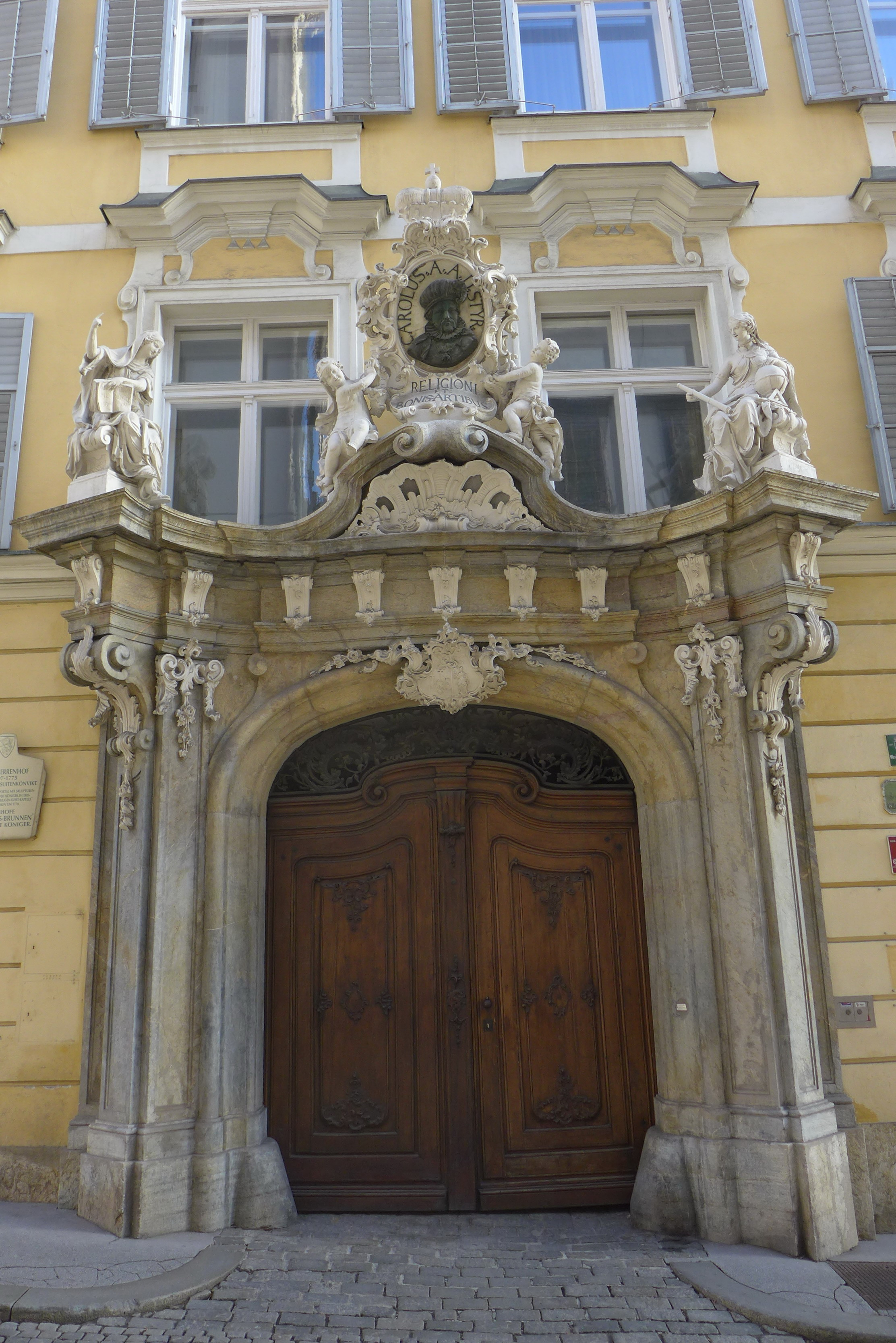
Domherrenhof de Graz, portail.
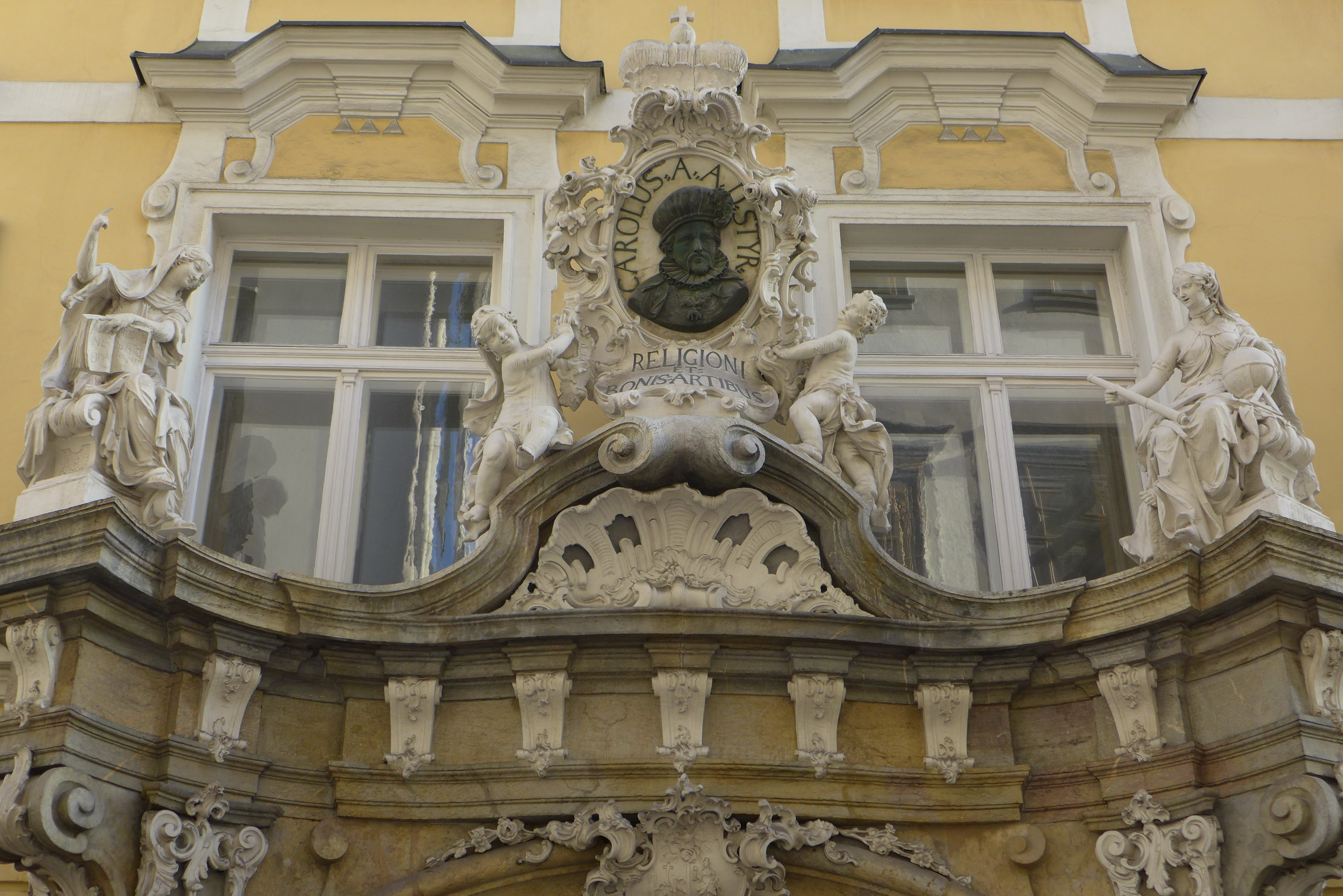
Détail du portail avec portrait de l'archiduc Charles II.
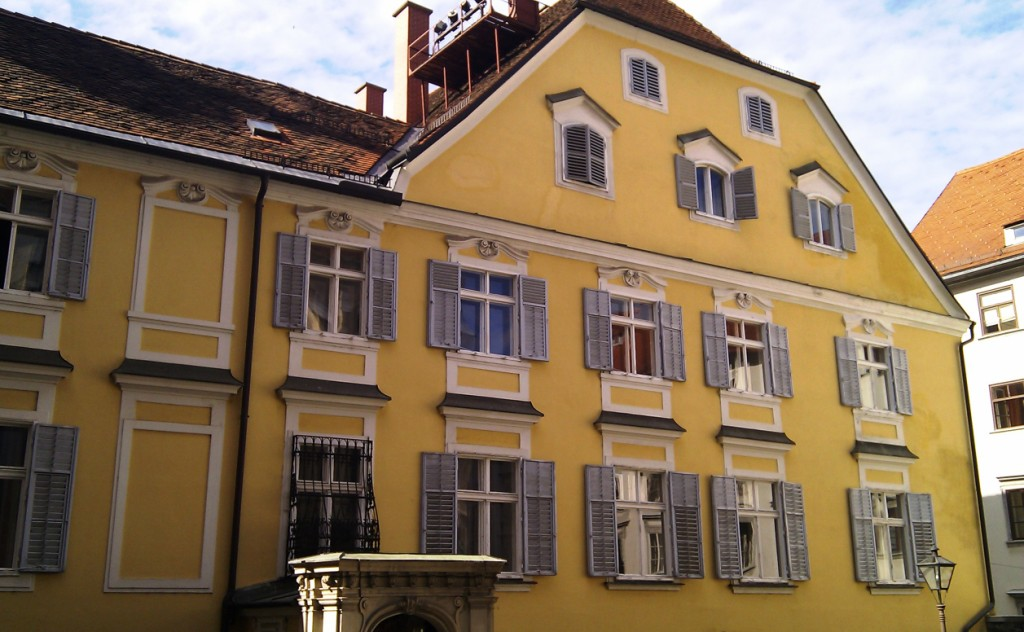
Domherrenhof de Graz, vue latérale

## Source de traduction
- (de) Cet article est partiellement ou en totalité issu de l’article de Wikipédia en allemand intitulé « Domherrenhof (Graz) » (voir la liste des auteurs).